# Przełącznik (elektroenergetyka)
Przełącznik (ang. change-over switch) – łącznik elektryczny przeznaczony do przełączania torów prądowych różnych obwodów.
wyróżnia się między innymi:
- przełącznik na dwa obwody
- przełącznik kierunku wirowania
- przełącznik liczby biegunów
- przełącznik uzwojeń
- przełącznik zaczepów